# الاتحاد النرويجي للنقابات العمالية

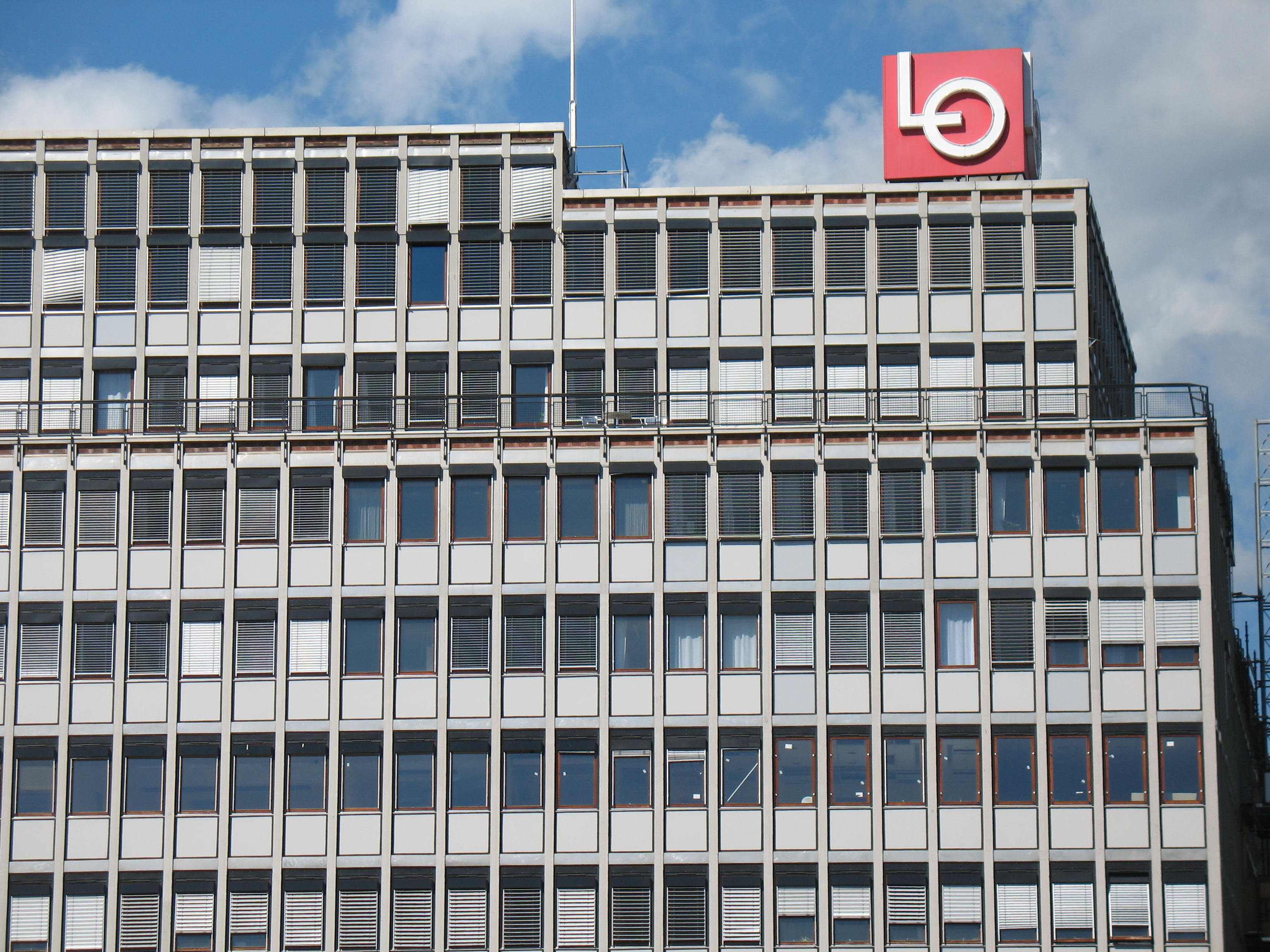
مقر الاتحاد النرويجي لنقابات العمال ، لو (فولكتس هوس) في يونغستورجيت في أوسلو

الاتحاد النرويجي لنقابات العمال (LO) هو مركز نقابي وطني ، وهو بالتأكيد أكبر منظمة شاملة للنقابات العمالية وربما الأكثر نفوذاً في النرويج . تضم النقابات الوطنية الواحدة والعشرون التابعة لاتحاد العمال النرويجي ما يقرب من مليون عضو من إجمالي عدد سكان النرويج البالغ خمسة ملايين نسمة. تنظم أغلب النقابات التابعة العمال ذوي الياقات الزرقاء التقليديين، ولكن أكبر النقابات التابعة هي الاتحاد النرويجي للموظفين البلديين والعامين والذي يشكل أكثر من ثلث جميع الأعضاء.  تنتمي المنظمة إلى الاتحاد الدولي للنقابات والاتحاد الأوروبي للنقابات .
تم تسميتها بنقابة العمال الوطنية (AFL) من عام 1899 إلى عام 1957.  كانت العديد من النقابات الأعضاء في اتحاد العمال تابعة لحزب العمال النرويجي طوال تاريخه، وكانت في نفس الوقت هيئات أعضاء في حزب العمال. 
تمتلك المنظمة أرشيف ومكتبة الحركة العمالية النرويجية.

## المنظمات التابعة

### المنظمات التابعة الحالية
| الاتحاد                                                       | تأسست | العضوية (2019) |
| ------------------------------------------------------------- | ----- | -------------- |
| اتحاد المؤلفين النرويجيين                                     | 2018  |                |
| طاقم الطائرة الاتحاد النرويج                                  | 1978  | 402            |
| كريو                                                          | 2001  | 9,533          |
| نقابة عمال الكهرباء وتكنولوجيا المعلومات                      | 1999  | 40,225         |
| إندستري إنرجي                                                 | 2006  | 56,220         |
| نقابة الصحافة العمالية                                        | 1909  |                |
| الاتحاد الوطني للقاطرات النرويجية                             | 1893  |                |
| رابطة طياري الخطوط الجوية النرويجية                           | 1977  |                |
| اتحاد الخدمة المدنية النرويجي                                 | 1947  | 53,087         |
| جمعية المهندسين والمديرين النرويجيين                          | 1951  | 21,935         |
| الجمعية النرويجية للمعالجين اليدويين                          | 2006  |                |
| اتحاد ضباط البحرية النرويجية                                  | 1995  | 7,106          |
| رابطة اللاعبين النرويجيين                                     | 1995  |                |
| نقابة الكتاب في النرويج                                       | 1938  |                |
| نقابة ضباط السجون والمراقبة النرويجية                         | 1918  |                |
| اتحاد البحارة النرويجيين                                      | 1910  | 11,488         |
| الاتحاد النرويجي للأغذية والمشروبات والعمال المتحالفين        | 1923  | 28,221         |
| الاتحاد النرويجي للعمال العامين                               | 1895  | 34,921         |
| الاتحاد النرويجي للضباط العسكريين                             | 1896  | 8,496          |
| الاتحاد النرويجي لموظفي البلديات والعامة                      | 2003  | 396,548        |
| الاتحاد النرويجي لعمال السكك الحديدية                         | 1892  |                |
| الاتحاد النرويجي لموظفي المدارس                               | 1982  | 7,544          |
| الاتحاد النرويجي للمعلمين الاجتماعيين والأخصائيين الاجتماعيين | 1992  | 31,000         |
| اتحاد العاملين في التجارة والمكاتب                            | 1970  | 74,050         |
| الاتحاد الموحد لنقابات العمال                                 | 1988  | 164,679        |

## أنظر أيضاً
- قادة الاتحاد النرويجي لنقابات العمال
- لو ستات
- الاتحاد الدانمركي لنقابات العمال (دانماركي لو)
- الاتحاد السويدي لنقابات العمال (السويدية لو)